# 최중화
최중화(1954년 5월 20일 ~ )는 태권도 창시자로 불리는 최홍희의 외아들이자, 무술가이다.